# Lundia
Lundia, biljni rod iz porodice katalpovki smješten u tribus Bignonieae. Sastoji se od 13 vrste lijana rasprostranjenih po tropskoj Americi, od Argentine do južnog Meksika na sjeveru.

## Opis
Lijane, grančice s interpetiolarnim žljezdanim poljima; pseudostipule neupadljive ili ih nema. Lišće 3-listno; završni listić ponekad zamijenjen jednostavnom ili trostrukom viticom. Cvat je pazušna ili završna metlica. Čaška zatvorena i šiljasta u pupoljku; vjenčić bijel do magenta, cjevasto-ljevkast do cjevasto-zvonast, izvana puberulozan. Prašnici su gusto dlakavi, teke ravne, razdvojene, niti gole ili dlakave. Ovarij duguljasto-koničan, gusto puberulozan; ovule 2-6-redne u svakoj lokuli; nedostatak diska. Plod je izduženo-linearna, ± stisnuta čahura, zalisci paralelni sa septumom, puberulozni, središnja žila upadljivo uzdignuta, rubovi također ± uzdignuti. Sjemenke tanke, dvokrilne, krilca opnasta, barem na vrhovima nepravilno hijalinizirani. 

## Vrste
1. Lundia corymbifera (Vahl) Sandwith
2. Lundia damazioi C.DC.
3. Lundia densiflora DC.
4. Lundia erionema DC.
5. Lundia gardneri Sandwith
6. Lundia helicocalyx A.H.Gentry
7. Lundia laevis Kaehler
8. Lundia longa (Vell.) DC.
9. Lundia nitidula DC.
10. Lundia obliqua Sond.
11. Lundia puberula Pittier
12. Lundia spruceana Bureau
13. Lundia virginalis DC.

## Sinonimi
- Craterotecoma Mart. ex Meisn.; Pl. Vasc. Gen., Tabl. Diagn., 300 (1840)
- Exsertanthera Pichon; Bull. Soc. Bot. France 92: 226 (1946)
- Phoenicocissus Mart. ex Meisn.; Gen. Comm. 209 (1840)